# Lyon County (Kansas)
Lyon County je okres ve státě Kansas v USA. K roku 2010 zde žilo 33 690 obyvatel. Správním městem okresu je Emporia. Celková rozloha okresu činí 2 215 km².